# International Fellowship of Evangelical Students
International Fellowship of Evangelical Students (IFES) - międzynarodowa organizacja ewangeliczna prowadząca działalność ewangelizacyjną i duszpasterską wśród studentów i absolwentów wyższych uczelni oraz uczniów szkół średnich. W skład IFES wchodzą lokalne, krajowe organizacje studenckie (w Polsce: Chrześcijańskie Stowarzyszenie Akademickie).